# دهستان سیروان
دهستان سیروان نام دهستانی در بخش نوسود شهرستان پاوه، استان کرمانشاه در ایران است. براساس سرشماری مرکز آمار ایران در سال ۱۳۸۵، جمعیت آن ۲۸۷۴ نفر (۸۳۳ خانوار) بوده‌است.